# Kanton Štrasburk-6
Kanton Štrasburk-6 (fr. Canton de Strasbourg-6) je francouzský kanton v departementu Bas-Rhin v regionu Grand Est. Tvoří ho pouze část města Štrasburk.